# Sandboxie
A Sandboxie nyílt forráskódú homokozó szoftver Windows operációs rendszerekre.

## Története
A szoftver 2004 óta elérhető. 2013-ban felvásárolta az Invincea, majd 2017-ben a Sophos. 2019 őszéig a szoftver shareware-ként jelent meg, ezt követően a tulajdonosa freeware-ként kezdte el megjelentetni. Napjainkban már nyílt forráskódúként jelenik meg.